# Mount Minami-heito
Mount Minami-heito är ett berg i Antarktis. Det ligger i Östantarktis. Norge gör anspråk på området. Toppen på Mount Minami-heito är 480 meter över havet, eller 440 meter över den omgivande terrängen. Bredden vid basen är 6,1 km.
Terrängen runt Mount Minami-heito är kuperad österut, men västerut är den platt. Havet är nära Mount Minami-heito västerut. Trakten är obefolkad. Det finns inga samhällen i närheten.